# Saint-Merd-de-Lapleau
Saint-Merd-de-Lapleau település Franciaországban, Corrèze megyében. Lakosainak száma 193 fő (2022. január 1.). Saint-Merd-de-Lapleau Auriac, Bassignac-le-Haut, Lafage-sur-Sombre, Laval-sur-Luzège, Marcillac-la-Croisille és Saint-Hilaire-Foissac községekkel határos.

## Népesség
A település népessége az elmúlt években az alábbi módon változott:
| Lakosok száma | 292  | 194  | 156  | 131  | 196  | 191  | 174  | 171  | 168  | 193  |
|               | 1968 | 1982 | 1990 | 2006 | 2013 | 2015 | 2017 | 2019 | 2020 | 2022 |